# Vizcondado de Belloch
El vizcondado de Belloch es un título nobiliario español creado el 17 de mayo de 1924 por el rey Alfonso XIII en favor de Francisco Javier de Mercader y de Zufía, general de División de Caballería.

## Vizcondes de Belloch
|                           | Titular                                 | Periodo                   |
| Creación por Alfonso XIII | Creación por Alfonso XIII               | Creación por Alfonso XIII |
| ------------------------- | --------------------------------------- | ------------------------- |
| I                         | Francisco Javier de Mercader y de Zufía | 1924-1940                 |
| II                        | Pablo de Mercader y de Llorach          | 1940-1957                 |
| III                       | Javier de Mercader y Rovira             | 1959-hoy                  |

## Historia de los vizcondes de Belloch
- Francisco Javier de Mercader y de Zufía, I vizconde de Belloch.[1]

Casó con Luisa de Llorach y Dolsa. En 1940 le sucedió su hijo:
- Pablo de Mercader y Llorach (.-1957), II vizconde de Belloch.[1]

Casó con María Luisa Rovira y Rovira. El 4 de diciembre de 1959 le sucedió su hijo:
- Javier de Mercader y Rovira, III vizconde de Belloch.[4][3]

Casó con María Luisa de Muller y de Dalmases.